# Canta a Juan Gabriel Volumen 1
Canta A Juan Gabriel Volumen 1 es el séptimo álbum de la cantante española Rocío Dúrcal y por primera vez producido por el cantautor mexicano Juan Gabriel para la cantante, publicado al mercado en el año 1977. Por primera vez la intérprete española decide arriesgarse a grabar un álbum de género ranchero con los éxitos del cantautor mexicano, sin mayor publicidad y sin saber que podría ocurrir, esta grabación obtiene altos niveles de ventas, convirtiéndose en uno de los mejores discos en ese año y sin duda uno de los más importantes dentro de la carrera Discográfica de Rocío Dúrcal, obteniendo Doble Disco de Oro y Doble Disco de Platino solo en México. Siendo tanto el éxito del álbum que la mayoría de los temas con el tiempo se convirtieron en "Iconos'" de la música ranchera. El primer sencillo en lanzarse "Fue tan poco tu cariño" seguido por "Tarde", "Fue Un Placer Conocerte", "Te Recuerdo Dulcemente", "Amor Del Alma", "Ya Me Voy" y "Jamás Me Cansaré De Ti" todos estos ocupando los primeros lugares en diferente cadenas musicales por todo México, España y Latinoamérica. El número de copias de discos vendidos es cerca de 2.000.000 hasta la actualidad.

## Lista de temas
|     | Título                  | Autor        | Duración |
| --- | ----------------------- | ------------ | -------- |
| 1.  | Tarde                   | Juan Gabriel | 3:08     |
| 2.  | Te Recuerdo Dulcemente  | Juan Gabriel | 2:35     |
| 3.  | Fue Un Placer Conocerte | Juan Gabriel | 3:00     |
| 4.  | Amor De Mi Vida         | Juan Gabriel | 2:47     |
| 5.  | Ya No Me Busques Más    | Juan Gabriel | 2:56     |
| 6.  | Cuando Dijiste Adiós    | Juan Gabriel | 3:25     |
| 7.  | Amor Del Alma           | Juan Gabriel | 2:51     |
| 8.  | Ya Me Voy               | Juan Gabriel | 2:53     |
| 9.  | Jamás Me Cansaré De Ti  | Juan Gabriel | 3:01     |
| 10. | Fue tan poco tu cariño  | Juan Gabriel | 3:15     |

## Lista musical y certificaciones obtenidas por el álbum
- Lista musical

Los 40 Principales
| País   | Fecha              | Canción                  | Posición     |
| ------ | ------------------ | ------------------------ | ------------ |
| España | 3 de junio de 1978 | "Fue tan poco tu cariño" | 1 (1 Semana) |

- Certificaciones Por Sencillos[3]

| País   | Canción                  | Certificación       |
| ------ | ------------------------ | ------------------- |
| México | "Tarde"                  | 2x Disco de Platino |
| México | "Jamás Me Cansaré De Ti" | 2x Disco de Oro     |

- Certificaciones Por Álbum[3]

| País      | Certificación    |
| --------- | ---------------- |
| México    | Disco de Platino |
| México    | 2x Disco de Oro  |
| Venezuela | Disco de oro     |
| España    | Disco de oro     |
| Colombia  | Disco de oro     |

## Músicos
- Rocío Dúrcal: Voz.
- Juan Gabriel: Letra y Música.
- Mariachi de América.